# Andrena westensis
Andrena westensis är en biart som beskrevs av Warncke 1965. Andrena westensis ingår i släktet sandbin, och familjen grävbin. Inga underarter finns listade i Catalogue of Life.